# Uno di famiglia
Uno di famiglia è un film del 2018 diretto da Alessio Maria Federici.

## Trama
Luca è un ex attore diventato insegnante di dizione: un precario del nostro tempo che fa una gran fatica a farsi pagare dai suoi studenti. Uno di questi (fra i pochi che pagano) è Mario Serranò, un bel ragazzo che cerca di togliersi l'accento calabrese. Un giorno, in uscita da casa sua, Mario viene quasi investito da un'auto in corsa, e Luca riesce a strattonarlo via appena in tempo, proprio davanti agli occhi di Angela, la zia del ragazzo. Da quel momento Angela Serranò prenderà sotto la sua ala lo scombinato Luca, che fino a quel momento non aveva santi in Paradiso, e ora invece è protetto da una sfilza di padrini: i Serranò formano infatti una potentissima Famiglia di 'ndranghetisti che tiene in mano le sorti della città.

## Distribuzione
Il film è stato distribuito nelle sale cinematografiche italiane a partire dal 25 ottobre 2018.